# Gadolínio
O gadolínio (nomeado em homenagem ao químico Johan Gadolin) é um elemento químico de símbolo Gd e de número atómico igual a 64 (64 prótons e 64 elétrons), com massa atómica 157,25 u. À temperatura ambiente, o gadolínio encontra-se no estado sólido. Faz parte do grupo das terras raras.
Foi descoberto em 1880 por Jean Charles Galissard de Marignac.

## Características principais
O gadolínio é uma terra rara, branco prateado, maleável, dúctil com um brilho metálico. Cristaliza na forma hexagonal que é a forma alfa, à temperatura ambiente. Quando aquecido a 1508 K transforma-se na sua forma beta, que é uma estrutura cristalina cúbica de corpo centrado.
Ao contrário dos demais elementos terras raras, o gadolínio é relativamente estável no ar seco, porém perde o brilho rapidamente no ar úmido formando um óxido que adere frouxamente a superfície que, se for retirado, expõe a superfície a uma oxidação adicional. O gadolínio reage lentamente com a água e é solúvel em ácido diluído.
O gadolínio tem a mais elevada secção de captura de nêutrons térmicos conhecido entre os elementos, 49,000 barns, porém tem uma rápida taxa de perda de efetividade , limitando  utilidade como barras de controle em centrais de fissão nuclear.
O gadolínio torna-se supercondutor abaixo de uma temperatura crítica de 1,083 K (-272,067 Celsius). É fortemente magnético à temperatura ambiente, pelo fato de ser o único metal a apresentar propriedades ferromagnéticas, à exceção dos metais de transição do período 4 da tabela periódica.

## Aplicações
- Cristais de gadolínio e ítrio têm aplicações em micro-ondas.
- Compostos de gadolínio são usados para a produção de fosfório, ativador de cor em tubos de TV coloridas.
- Soluções de compostos de gadolínio são usadas como contrastes intravenosos para realçar imagens em ressonância magnética.
- O gadolínio é usado para a manufatura de compact discs ( CDs ) e memórias de computador.
- É usado como componente de materiais para a fabricação de telescópios a lasers.
- O gadolínio possui propriedades metalúrgicas incomuns. Em quantidades pequenas, próximas de 1% , adicionado a ligas de ferro , crômio ou outras, melhora a facilidade de trabalho com estas ligas e aumenta a resistência a corrosão e as elevadas temperaturas.

## História
O gadolínio foi assim nomeado a partir do mineral gadolinita, por sua vez nomeado em homenagem ao químico e geólogo finlandês Johan Gadolin.
Em 1880, o químico suíço Jean Charles Galissard de Marignac observou linhas espectroscópicas, devidas à presença do gadolínio, em amostras de didímio e gadolínia (óxido de gadolínio). Como se percebeu que a gadolínia era um óxido de um novo elemento, é-lhe creditada a descoberta do gadolínio.
O químico francês Paul Émile Lecoq de Boisbaudran, em 1886, trabalhando independentemente de Marignac, separou o gadolínio metálico do óxido de gadolínio.

## Ocorrência
O gadolínio nunca é encontrado livre na natureza, porém ocorre em diversos minerais como a monazita e a bastnasita, que são óxidos. É preparado, atualmente, por técnicas como troca iônica e extração de solvente, ou por redução de seu fluoreto anidro com cálcio metálico.

## Compostos
Os principais compostos do gadolínio são:
- Fluoretos: GdF3
- Cloretos: GdCl3
- Brometos: GBr3
- Iodetos: GdI3
- Óxidos: Gd2O3
- Sulfetos: Gd2S3
- Nitretos: GdN

## Isótopos
O gadolínio natural é composto por 6 isótopos estáveis: 154Gd, 155Gd, 156Gd, 157Gd, 158Gd, 160Gd e 1 radioisótopo, o 152Gd , sendo o 158Gd o mais abundante (abundância natural de 24,84%).
Foram descritos trinta radioisótopos, sendo os mais estáveis o 160-Gd com uma meia-vida de 1,3 · 1021 anos, o 152Gd com uma meia-vida de 1,08 · 1014 anos e o 150Gd com uma meia-vida de 1,79 · 106 anos. Todos os demais isótopos radioativos apresentam meias-vidas abaixo de 74.7 anos, e a maioria destes com meias-vidas abaixo de 24,6 segundos. Este elemento tem 4 metaestáveis, sendo os mais estáveis o 143mGd ( t½ 110 segundos), o 145mGd ( t½ 85 segundos) e o 141mGd ( t½ 24,5 ).
O primeiro modo de decaimento antes do isótopo mais estável, 158Gd, é a captura eletrônica, e o primeiro modo após é a emissão beta menos. Os primeiros produtos de decaimento antes do 158Gd são os isótopos do elemento Eu (Európio) e os primeiros produtos após são os isótopos do elemento Tb (térbio).

## Papel biológico
Complexos de Gadolínio são utilizados como contrastes em RMN, entretanto relata-se que é um estimulante do metabolismo. Em animais aquáticos provoca danos nas membranas celulares.

## Precauções
Como os demais lantanídios, os compostos do gadolínio apresentam toxicidade de baixa a moderada, embora sua toxicidade não fosse investigada em detalhe.